# Trdnjava Al-Ukhaydir
Trdnjava Al-Ukhaidir (arabsko حصن الأخيضر) ali abasidska palača Ukhaider stoji približno 50 km južno od Karbale in približno 192 kilometrov jugozahodno od Bagdada v Iraku. Velja za enega največjih in najčudovitejših islamskih spomenikov v Iraku ter za enega privlačnih turističnih središč v Iraku. To je velika pravokotna trdnjava, postavljena leta 775 našega štetja z edinstvenim obrambnim slogom. Trdnjava, ki jo je zgradil Isa ibn Musa, nečak abasidskega kalifa As-Safaha, predstavlja abasidsko arhitekturno inovacijo v strukturah svojih dvorišč, rezidenc in mošeje. 
Izkopavanja v Ukhaidirju je v začetku 20. stoletja vodila Gertrude Bell, ki je napisala prvo večje poročilo o ostankih. Med svojim potovanjem marca 1909 je naletela na ogromno ruševino iz kamna in lesa, ki je takrat še ni znanstveno opisal noben arheolog. V sorazmerno številnih sondah arheologi niso našli dokazov o obstoju stavbe, starejše od mošeje ali novejše od nje, so pa na zahodni steni v notranjosti mošeje in pod njenim podom našli tri enako velike klopi iz kamna in mavca, ki sta bili votli in nista bili povezani z omenjenim zidom, četudi sta bili ob njem, vsaka pa je bila dolga kar 1,46 m in široka 1,18 m, ki naj bi bili temelj za stebre v mošeji, a ker je prišlo do spremembe v zasnovi, so te klopi ostale takšne, kot so bile, in proces gradnje mošeje se je nadaljeval. Prav tako te klopi nimajo pomembne zgodovinske vrednosti. V apsidi ob zahodni steni z zunanje strani so našli veliko zbirko keramike, porcelana in stekla. Po študiji se je izkazalo, da izvira iz 2. in 3. stoletja po hidžri, kar ustreza 8. in 9. stoletju našega štetja.
Ukhaidir je bila pomembna postaja na regionalnih trgovskih poteh, podobno kot Atšan in Mudždah.
Glede izvora imena Al-Ukhaydir obstaja več nasprotujočih si mnenj, v katerih so se razhajali številni raziskovalci in zgodovinarji, vključno z mnenjem Mahmouda Shukrija Al-Alusija, ki pravi, da je beseda Al-Ukhaidir izkrivljena iz imena Isma'ila ibn Jusufa al-Ukhaidhirja iz Banu Ukhaidhirja, ki je sprožil upor proti Abasidom, nato pa je kasneje s podporo Karmatov postal guverner Kufe. Zadnje in najbolj pravilno mnenje je mnenje Cresswella, ki je predlagal, da je bil tisti, ki je zgradil to utrdbo Issa bin Musa, stric abasidskega kalifa Al-Mansurja.

## Opis
Njena razdelitev na tri dele odraža strukturo, ki je običajna v številnih nomadskih taboriščih: na sredini je veliko častno dvorišče, na vrhu katerega je dvorana za avdience, velik ivan in vladarjevi zasebni apartmaji. Na obeh stranskih tretjinah so »hiše« spremstva, združene okoli majhnih dvorišč. Monumentalno, 17 m visoko fasado sestavlja 48 polkrožnih stolpov in dvojni loki vmes. Vsebovala je mošejo z majhnim mihrabom na vsaki strani, pravokotne oblike s površino 17 x 13 metrov in s keramičnim svetiščem.
Trdnjava ponazarja abasidsko arhitekturo v Iraku, tako da prikazuje »despotski in užitkarski značaj dinastije« v svoji velikosti, a utesnjenih bivalnih prostorih.
Današnjo podobo ima trdnjava zaradi obnov v zadnjih desetletjih.

## Status svetovne dediščine
To mesto je bilo 7. julija 2000 dodano na poskusni seznam Unescove svetovne dediščine v kategorijo Kultura.